# 新安德拉迪納

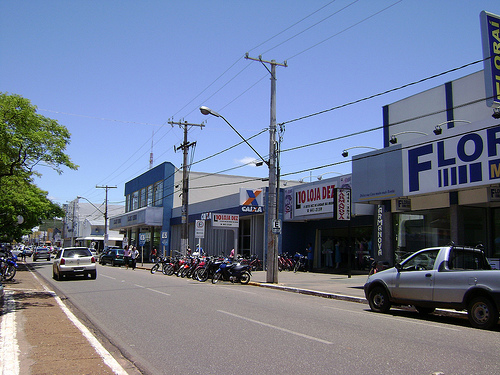
新安德拉迪納

22°13′58″S 53°20′34″W / 22.23278°S 53.34278°W
新安德拉迪納（葡萄牙語：Nova Andradina），是巴西的城鎮，位於該國西部，由南馬托格羅索州負責管轄，始建於1958年，面積4,776平方公里，海拔高度380米，2007年人口43,495，人口密度每平方公里9.10人。